# Äppelviken
Äppelviken est un quartier du district de Bromma à Stockholm en Suède.

## Description
Äppelviken est un quartier de Västerort qui fait partie de la cité-jardin de Bromma.
Äppelviken est situé au bord du lac Mälaren avec vue, entre autres, sur Stora Essingen. 
Le quartier s'étend sur 77 hectares.

## Transports
Äppelviken est accessible en tramway par l'une des stations Alléparken ou Klövervägen de la Nockebybanan venant d'Alvik. 
Autour de l'arrêt Alléparken, un petit centre a été construit vers 1920 avec des bâtiments commerciaux et résidentiels combinés, qui ont très le caractère d'une rue commerciale et s'intègrent bien dans l'environnement résidentiel.

## Galerie

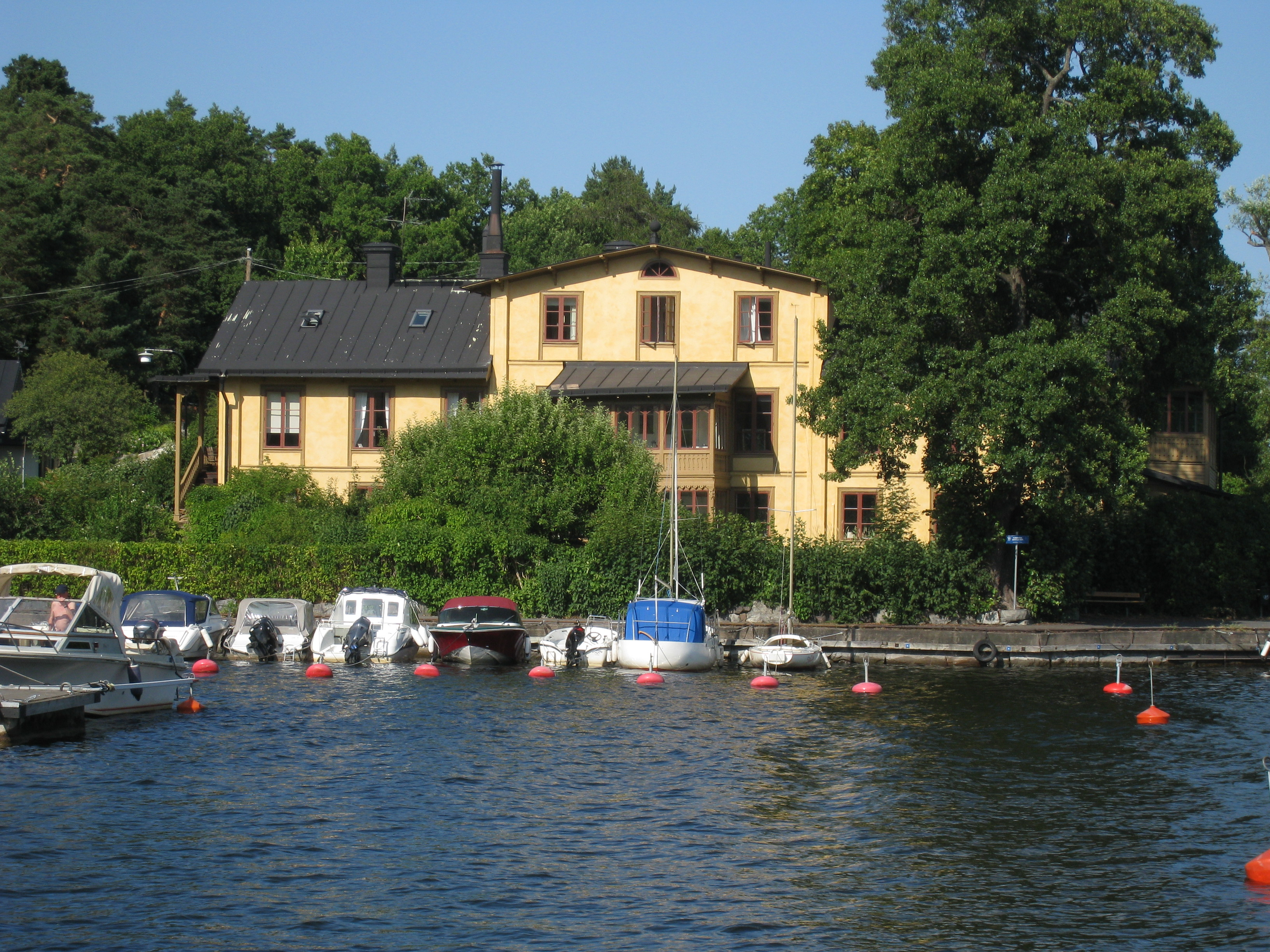
Stora Sjövillan.
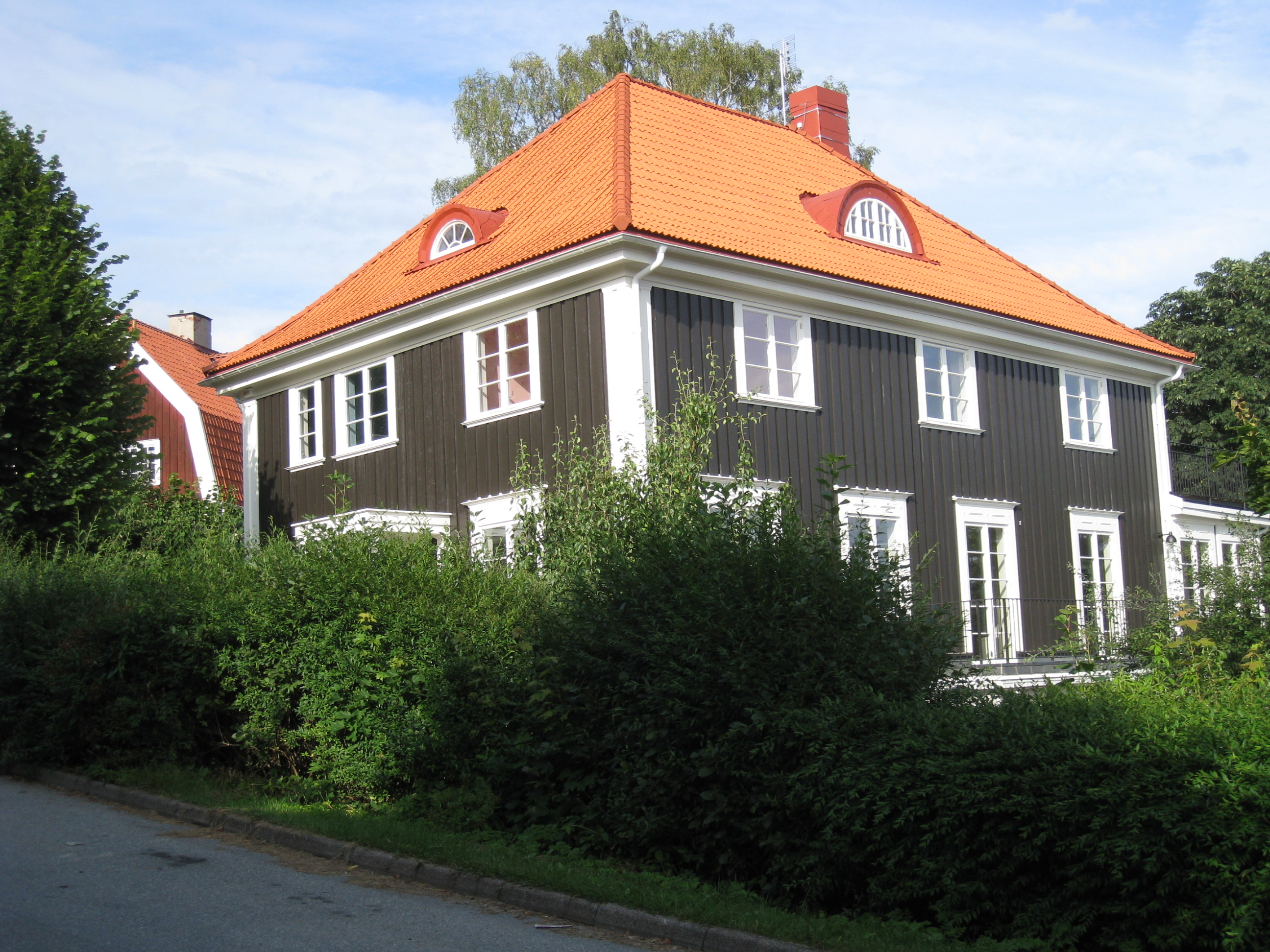
Borgmästarvillan.
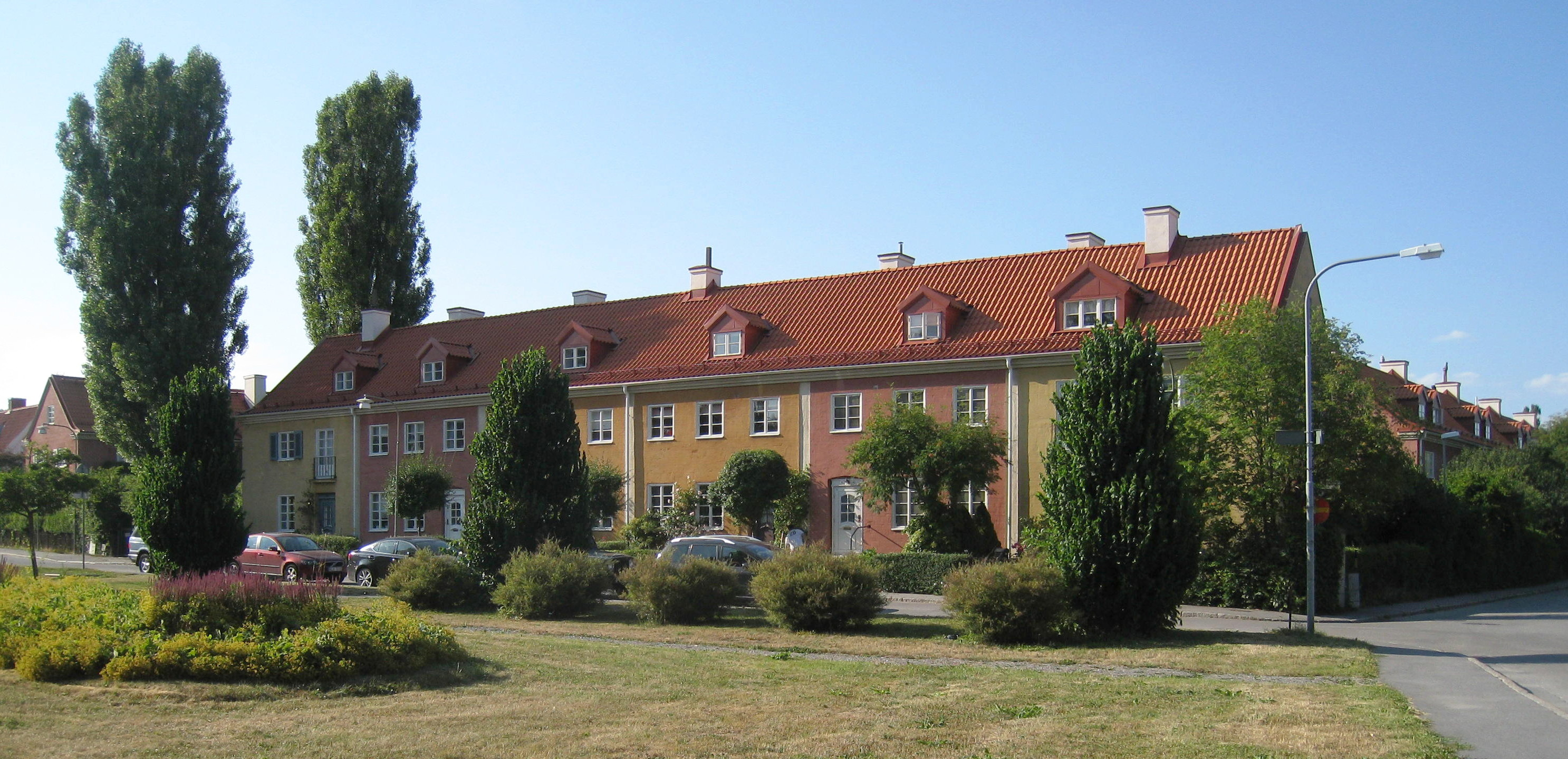
Kvarteret Drivbänken.
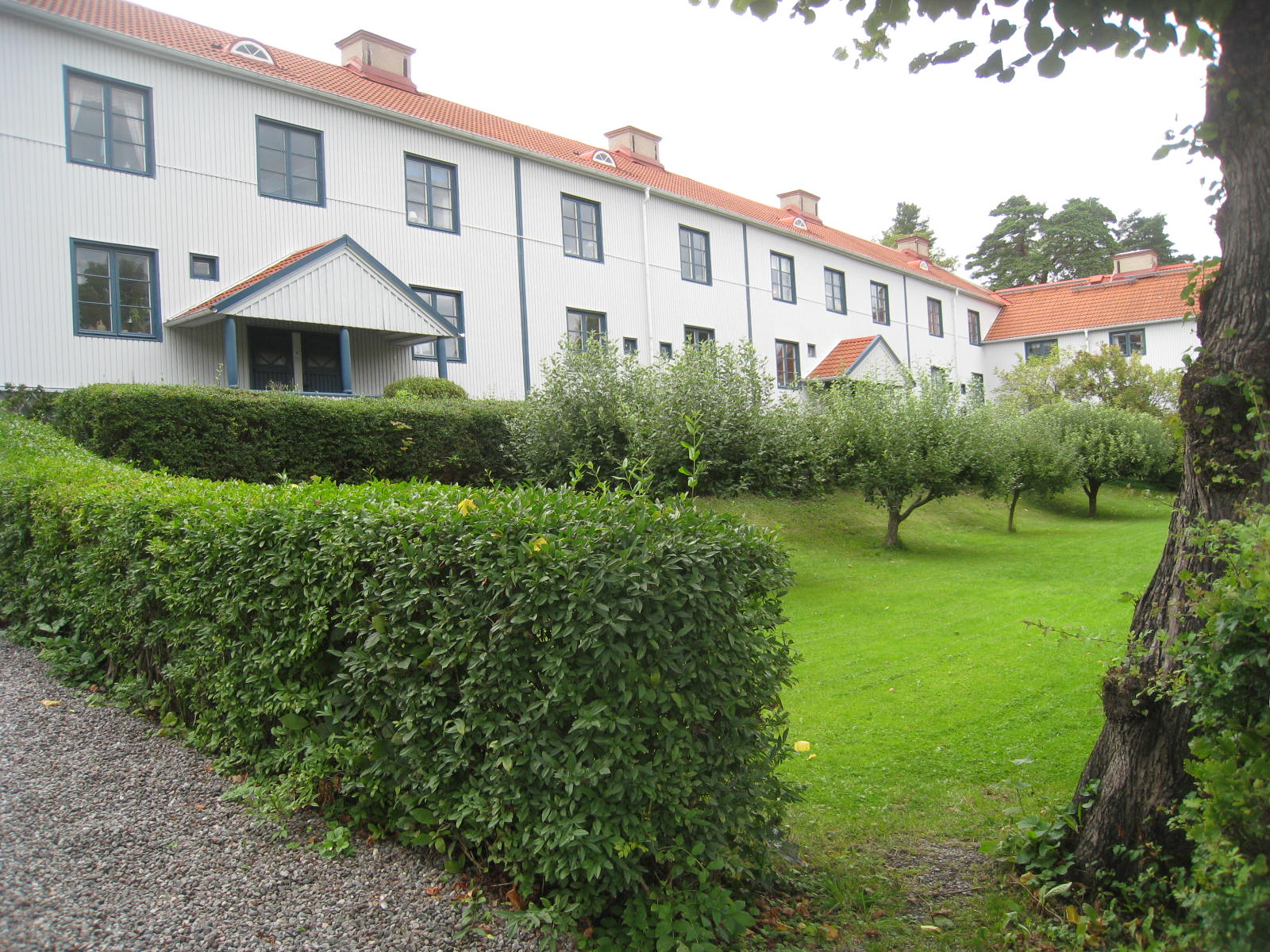
Kvarteret Bostadslotteriet.

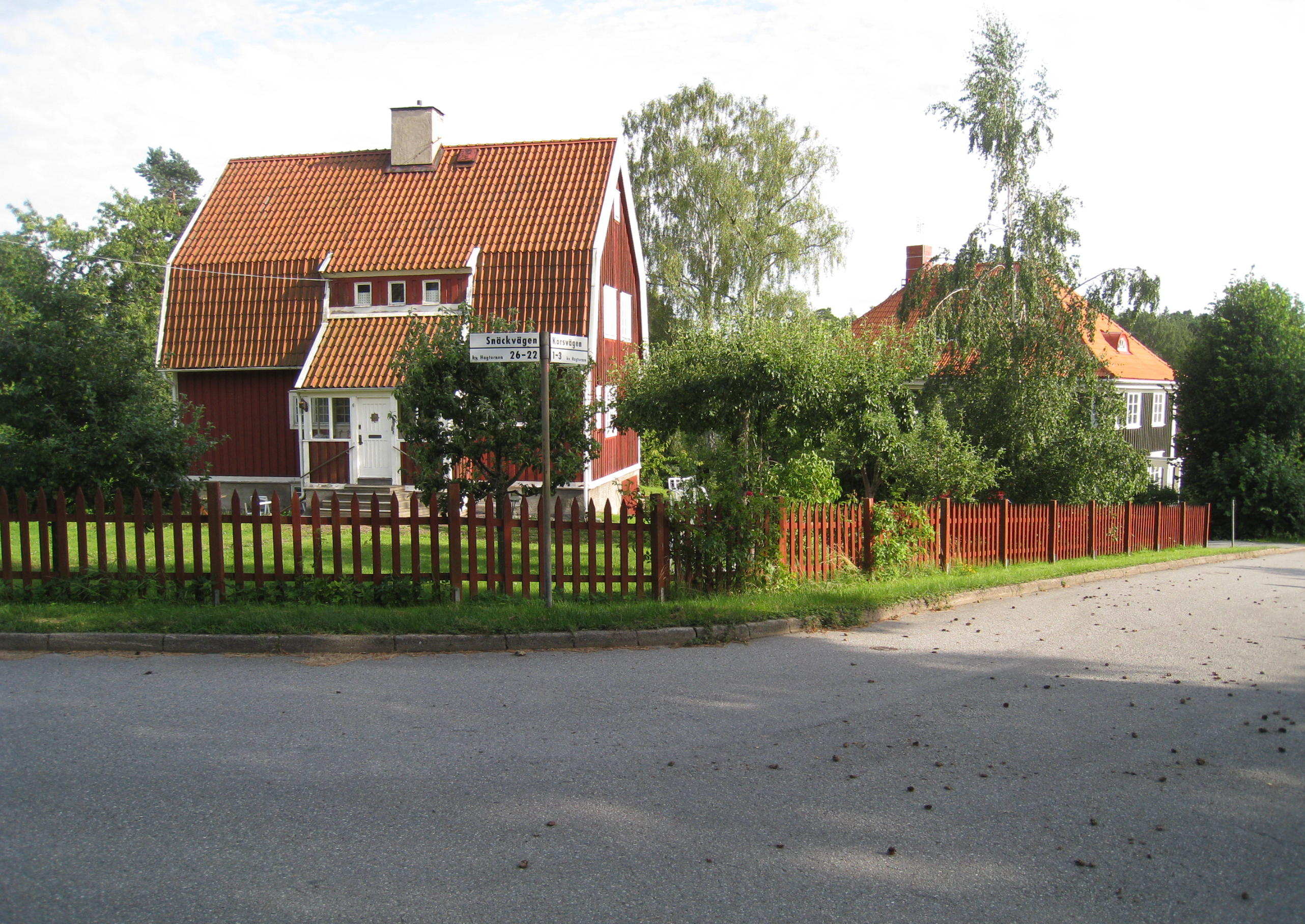
Snäckvägen 22.
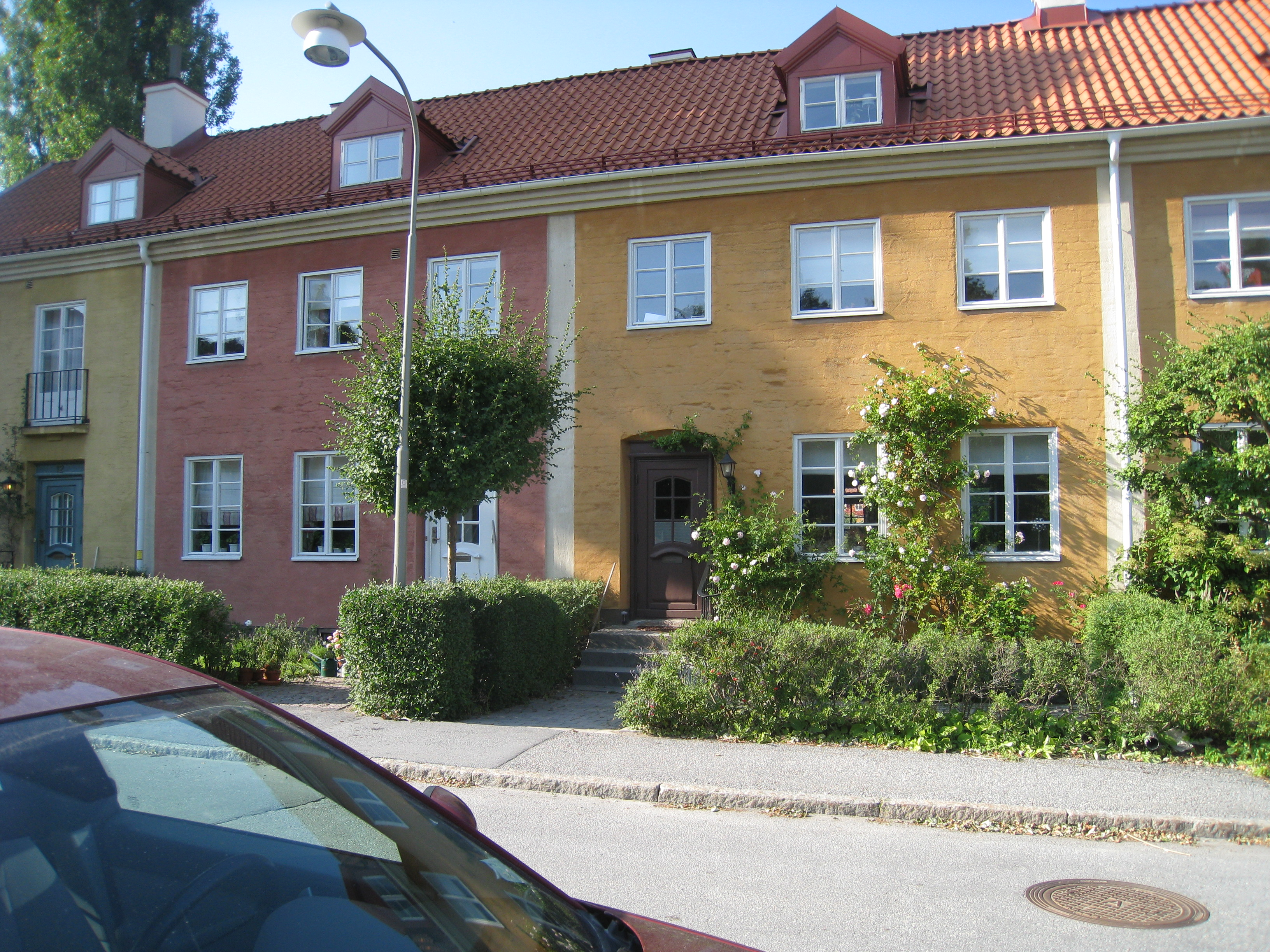
Kvarteret Drivbänken.
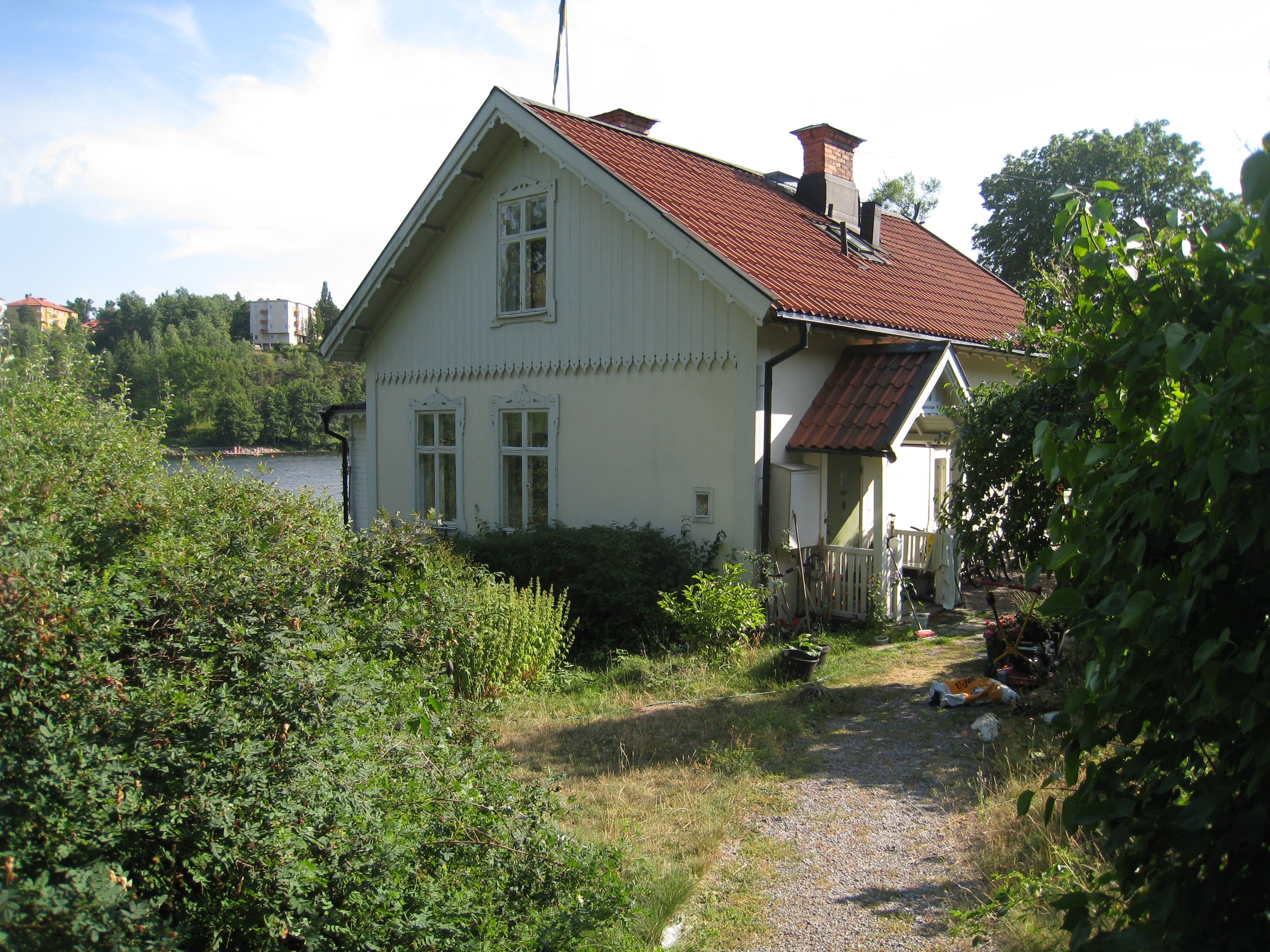
Lilla Sjövillan.
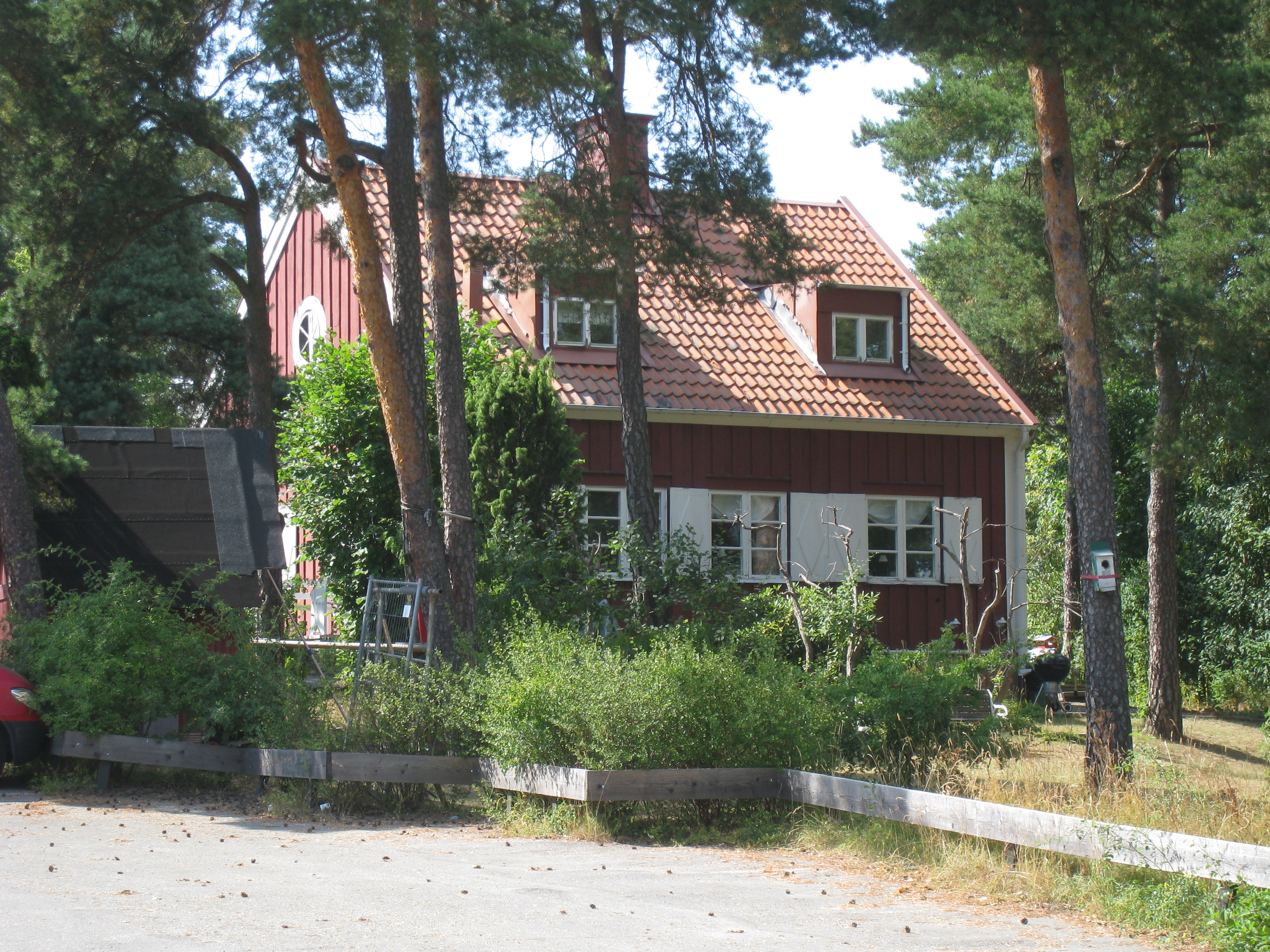
Äppelviksskolan.
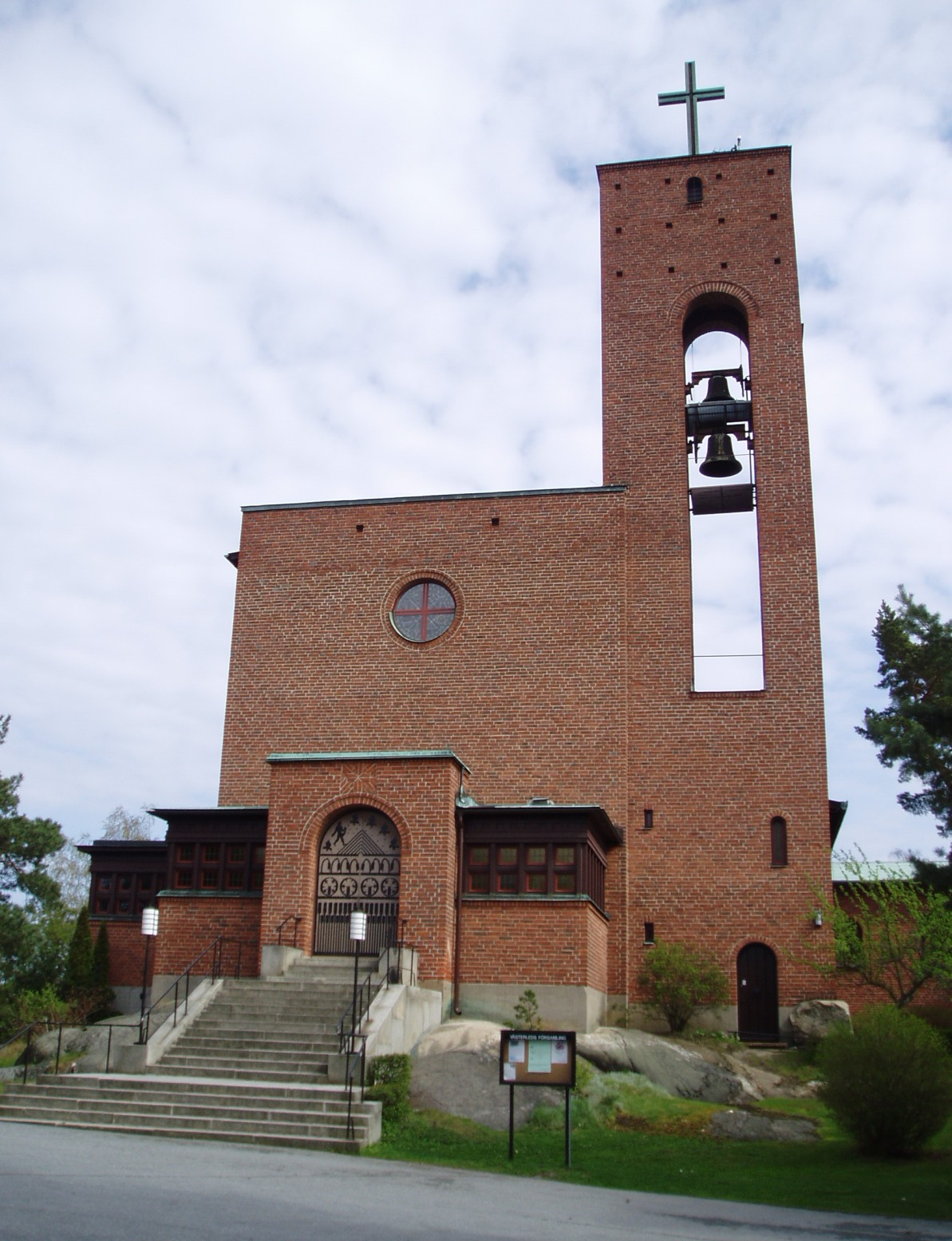
Västerledskyrkan.